# Fusain
Fusain – rzeka we Francji, przepływająca przez tereny departamentów Loiret oraz Sekwana i Marna, o długości 34,4 km. Stanowi lewy dopływ rzeki Loing.